# Maison au 25, rue du Bain-aux-Plantes à Strasbourg
La maison Lohkäs ou maison au 25, rue du Bain-aux-Plantes de Strasbourg est une maison alsacienne à colombages de style Renaissance strasbourgeoise des années 1580, du quartier historique de la Petite France, dans le Bas-Rhin en Alsace. Elle est classée aux monuments historiques depuis 1927.

## Historique
Cet édifice est construit dans l'ancien quartier des tanneurs de la Grande Île de Strasbourg, au 25, rue du Bain-aux-Plantes et 1, rue des Meuniers à Strasbourg, en face de la Maison des Tanneurs, et à proximité de la Maison au 40, rue du Bain-aux-Plantes à Strasbourg, avec un bas-relief représentant deux tonneliers et une inscription 1676 au dessus de sa porte d'entrée.

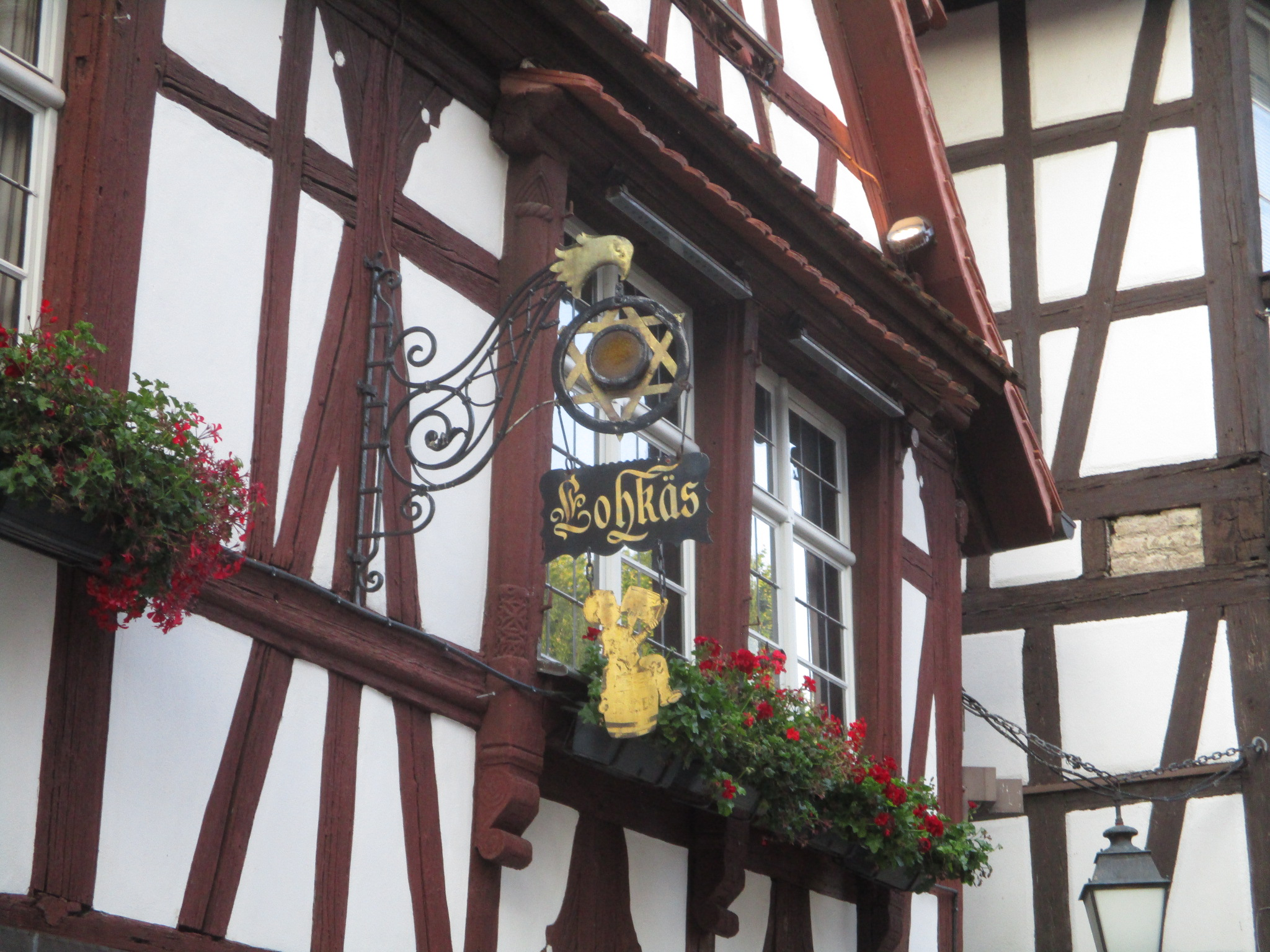
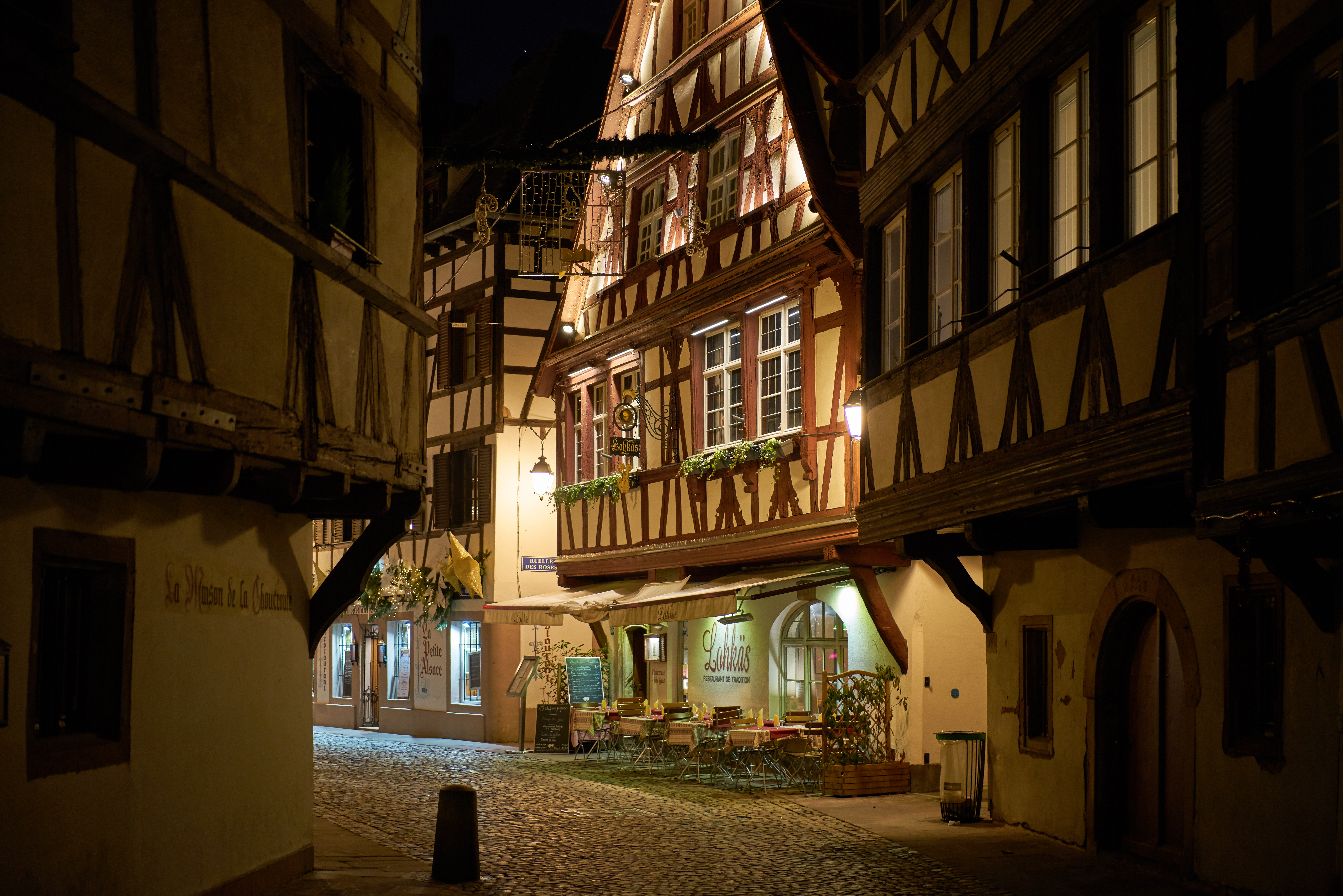
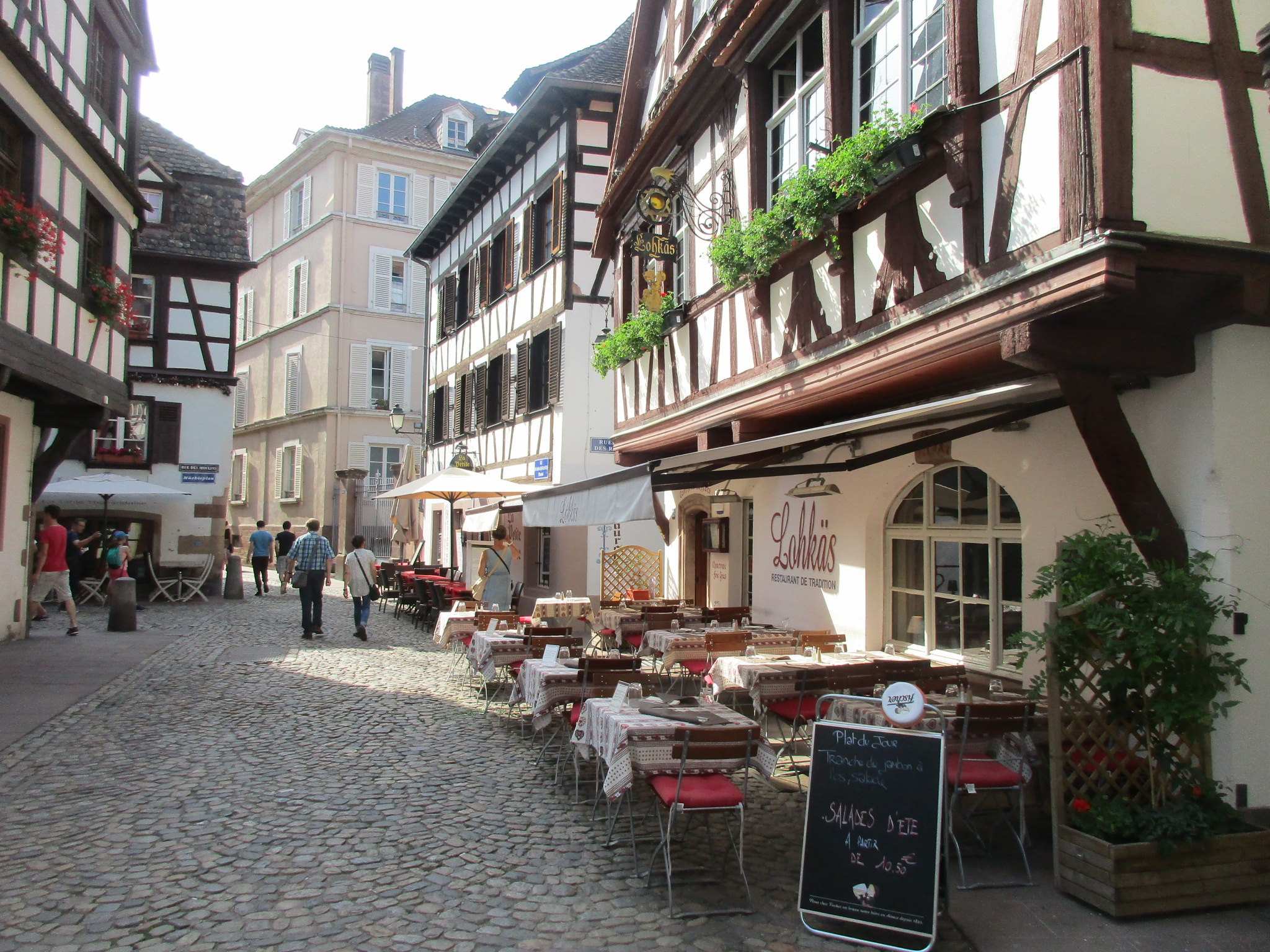

## Architecture
Cette maison à colombages et pan de bois alsacienne, typique de la fin du Moyen Âge et du début de la Renaissance strasbourgeoise du XVIe siècle, est construite sur trois étages, dont un premier étage en encorbellement, avec fenêtres à croisée à meneaux, et toit à lucarnes rampantes et tuile alsacienne. 

## Restaurant winstub
La maison est à ce jour un restaurant-winstub-bierstub alsacien traditionnel « Taverne des Tanneurs », avec son enseigne traditionnelle de bierstub, son étoile des brasseurs, et sa cuisine alsacienne typique,.